# Molophilus (Molophilus) janus
Molophilus (Molophilus) janus is een tweevleugelige uit de familie steltmuggen (Limoniidae). De soort komt voor in het Australaziatisch gebied.